# Malaysias MotoGP 1994
Malaysias MotoGP 1994 kördes den 10 april på Shah Alam Circuit. 

## 500GP

### Slutresultat
| Plats | Förare                | Märke  | Grid | Kvaltid  |
| ----- | --------------------- | ------ | ---- | -------- |
| 1     | Mick Doohan           | Honda  | 4    | 1.25,684 |
| 2     | John Kocinski         | Cagiva | 1    | 1.25,180 |
| 3     | Shinichi Itoh         | Honda  | 7    | 1.26,289 |
| 4     | Luca Cadalora         | Yamaha | 2    | 1.25,264 |
| 5     | Alberto Puig          | Honda  | 3    | 1.25,672 |
| 6     | Kevin Schwantz        | Suzuki | 10   | 1.26,503 |
| 7     | Alex Barros           | Suzuki | 5    | 1.25,744 |
| 8     | Àlex Crivillé         | Honda  | 8    | 1.26,294 |
| 9     | Doug Chandler         | Cagiva | 9    | 1.26,408 |
| 10    | Daryl Beattie         | Yamaha | 6    | 1.26,282 |
| 11    | Niall Mackenzie       | Yamaha | 11   | 1.27,681 |
| 12    | John Reynolds         | Yamaha | 12   | 1.27,798 |
| 13    | Sean Emmett           | Yamaha | 19   | 1.29,150 |
| 14    | Jeremy McWilliams     | Yamaha | 15   | 1.28,286 |
| 15    | Lucio Pedercini       | Yamaha | 17   | 1.28,930 |
| 16    | Jean-Pierre Jeandat   | Yamaha | 16   | 1.28,719 |
| 17    | Bruno Bonhuil         | Yamaha | 20   | 1.29,234 |
| 18    | Marc Garcia           | Yamaha | 23   | 1.29,829 |
| 19    | Cees Doorakkers       | Yamaha | 25   | 1.30,104 |
| 20    | Cristiano Miglioranti | Yamaha | 21   | 1.29,313 |
| 21    | Andreas Leuthe        | Yamaha | 27   | 1.31,100 |
| 22    | Andreas Haenggeli     | Yamaha | 24   | 1.29,904 |
| 23    | Julián Mirallés       | Yamaha | 22   | 1.29,465 |
| 24    | J.M. López Mella      | Yamaha | 14   | 1.28,268 |
| 25    | Lothar Neukirchner    | Yamaha | 31   | 1.32,612 |
| 26    | Bernard Garcia        | Yamaha | 13   | 1.27,866 |
| 27    | Jean Foray            | Yamaha | 26   | 1.30,462 |
| 28    | Marco Papa            | Yamaha | 29   | 1.31,715 |
| 29    | Laurent Naveau        | Yamaha | 18   | 1.28,987 |
| 30    | Kevin Mitchell        | Yamaha | 28   | 1.31,644 |
| 31    | Vittorio Scatola      | Paton  | 30   | 1.32,048 |